# Геофизик (Костанайская область)
Геофизик (каз. Геофизик) — упразднённое село в Костанайском районе Костанайской области Казахстана. В 1997 году включено в состав города Костанай. Входило в состав Краснопартизанского сельского округа.

## Население
По переписи 1989 г. в селе проживало 1079 человек. Национальный состав: русские — 70 %.